# Bob Harris (Snookerspieler)
Bob Harris (* 12. März 1956) ist ein ehemaliger englischer Snookerspieler, der zwischen 1982 und 1996 für vierzehn Saisons auf der Snooker Main Tour spielte. In dieser Zeit erreichte er insgesamt achtmal eine Runde der letzten 32 und Rang 45 der Snookerweltrangliste. Größter Erfolg als Amateur war dagegen eine Finalteilnahme im Süd-Wettbewerb der Qualifikation für die English Amateur Championship.

## Karriere
Harris machte erstmals 1978 mit einer Viertelfinalniederlage gegen Cliff Wilson in der Süd-Qualifikation der English Amateur Championship auf sich aufmerksam, bevor er bei den Pontins Spring Open desselben Jahres gegen Doug Mountjoy in der Runde der letzten 32 ausschied. 1980 schied Harris gegen Geoff Foulds im Viertelfinale der Pontins Camber Sands Open aus. Ein Jahr später erreichte er bei der Qualifikation der English Amateur Championship das Finale, doch wegen einer 3:8-Niederlage gegen Vic Harris verpasste er den Einzug ins Endspiel um die Meisterschaft. 1982 war dagegen bereits im Achtelfinale gegen Mick Fisher Schluss. Im selben Jahr wurde er Profispieler.
Harris’ erste beiden Profispielzeiten liefen für den Engländer mittelprächtig, denn trotz einiger Siege – bei beiden Ausgaben der UK Championship zog er in die Runde der letzten 32 ein – erreichte er nie die ranglistenpunktebringenden Turnierrunden, sodass er 1984 als ungesetzter Spieler auf der Snookerweltrangliste verharrte. Erst nachdem er in der Saison 1983/85 die Runde der letzten 32 der British Open erreicht hatte, wurde er auf Rang 66 der Weltrangliste geführt. Als er in den folgenden beiden Spielzeiten regelmäßig eine punktebringende Hauptrunde erreicht hatte, konnte sich Harris für zwei Saisons in den 40ern der Weltrangliste etablieren, wobei er mit Rang 45 auch den besten Platz seiner Karriere belegte.
In den nächsten beiden Saisons gewann Harris nur noch gut ein Viertel (vorher jeweils etwa die Hälfte) seiner Spiele, wodurch er auf der Rangliste auf Platz 93 abrutschte. In den folgenden beiden Spielzeiten siegte Harris jedoch wieder in mehr als der Hälfte seiner Partien, wobei er unter anderem die Runde der letzten 32 der Asian Open 1990 erreichte. Auf der Weltrangliste hielt dies den Abwärtstrend zwar auf, doch Harris konnte sich nur vergleichsweise marginal auf den 79. Platz verbessern. In den folgenden vier Saisons ging die Zahl seiner Siege wieder deutlich zurück, auch wenn er in der Saison 1994/95 wieder mehr Partien für sich entscheiden konnte, da er nun zahlreiche Qualifikationsspiele gegen schlechtere Spieler bestreiten musste. Dennoch beendete er inoffiziell am Saisonende seine Karriere und bestritt keine weiteren Spiele mehr. Abgerutscht auf Rang 188, verlor er 1996 nach vierzehn Saisons seinen Profistatus.

## Erfolge
| Ausgang         | Jahr | Turnier                              | Finalgegner | Ergebnis |
| --------------- | ---- | ------------------------------------ | ----------- | -------- |
| Amateurturniere |      |                                      |             |          |
| Zweiter         | 1981 | English Amateur Championship – South | Vic Harris  | 3:8      |